# ورزشگاه ویلم دوم

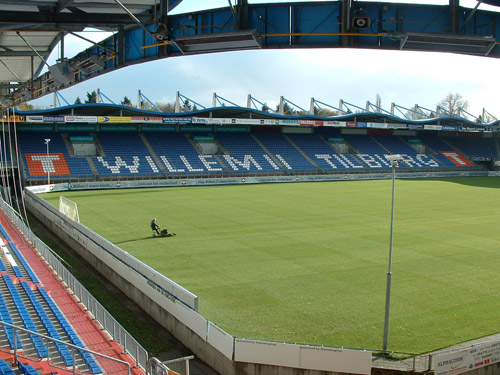
نمایی از داخل ورزشگاه ویلم

ورزشگاه ویلم دوم (به هلندی: König-Wilhelm-II. -Stadion) یک ورزشگاه چند منظوره واقع در شهر تیلبورخ، هلند است. این استادیوم ورزشگاه خانگی باشگاه فوتبال ویلم دوم است. این ورزشگاه بیشتر جهت بازی‌های فوتبال مورد استفاده قرار می‌گیرد. ورزشگاه ویلم دارای گنجایش ۱۴٬۶۳۷ نفر می‌باشد و در سال ۱۹۹۵ ساخته شده است. این ورزشگاه همچنین یکبار در سال ۲۰۰۰ بازسازی شده و اتاق‌های کنفرانس رستوران و غرفه‌های جدیدی به آن اضافه شده است. ورزشگاه جدید روبروی ورزشگاه پیشین ساخته شده است که ظرفیت کمتری نسبت به ورزشگاه جدید داشت. ورزشگاه پیشین در ۱۹۹۲ تخریب شد. ورزشگاه کنونی در تاریخ ۳۱ مه ۱۹۹۵ بازگشایی شد. نام اصلی این استادیوم ورزشگاه ویلم دوم بود اما در سال ۲۰۰۹ به افتخار پادشاه هلند ویلم دوم هلند نام آن به ورزشگاه کونیگ ("پادشاه")ویلم دوم تغییر یافت.